# Rébellion irlandaise de 1803
La rébellion irlandaise de 1803 (en anglais : Irish Rebellion of 1803) est la tentative infructueuse d'un groupe de nationalistes irlandais d'obtenir l'indépendance de l'Irlande vis-à-vis du Royaume-Uni.
Menée par Robert Emmet, Thomas Russell (en) et James Hope (en) de la Société des Irlandais unis, la rébellion a lieu le 23 juillet 1803 à Dublin et cible principalement le château de Dublin.
Elle est réprimée par les Britanniques.